# 뎨산구
뎨산구(한국어: 접산구, 중국어: 蝶山区, 병음: Diéshān Qū)는 중국 광시 좡족 자치구 우저우 시의 현급 행정구역이다. 넓이는 313km2이고, 인구는 2007년 기준으로 190,000명이다.

## 기후
연평균 기온은 21°C이고 연평균 강수량은 1485mm이다.

## 행정 구역
3개 가도, 2개 진을 관할한다.
- 가도: 角嘴街道, 东兴街道, 富民街道.
- 진: 龙湖镇, 夏郢镇.